# Atelierpavillon Otto Jantzen
Der Atelierpavillon, den sich der „Privatus“ Otto Jantzen errichten ließ, ist ein typisches Bauwerk im Übergang vom Historismus zum Jugendstil. Es steht im Ledenweg 31 des sächsischen Radebeul, im Stadtteil Niederlößnitz.

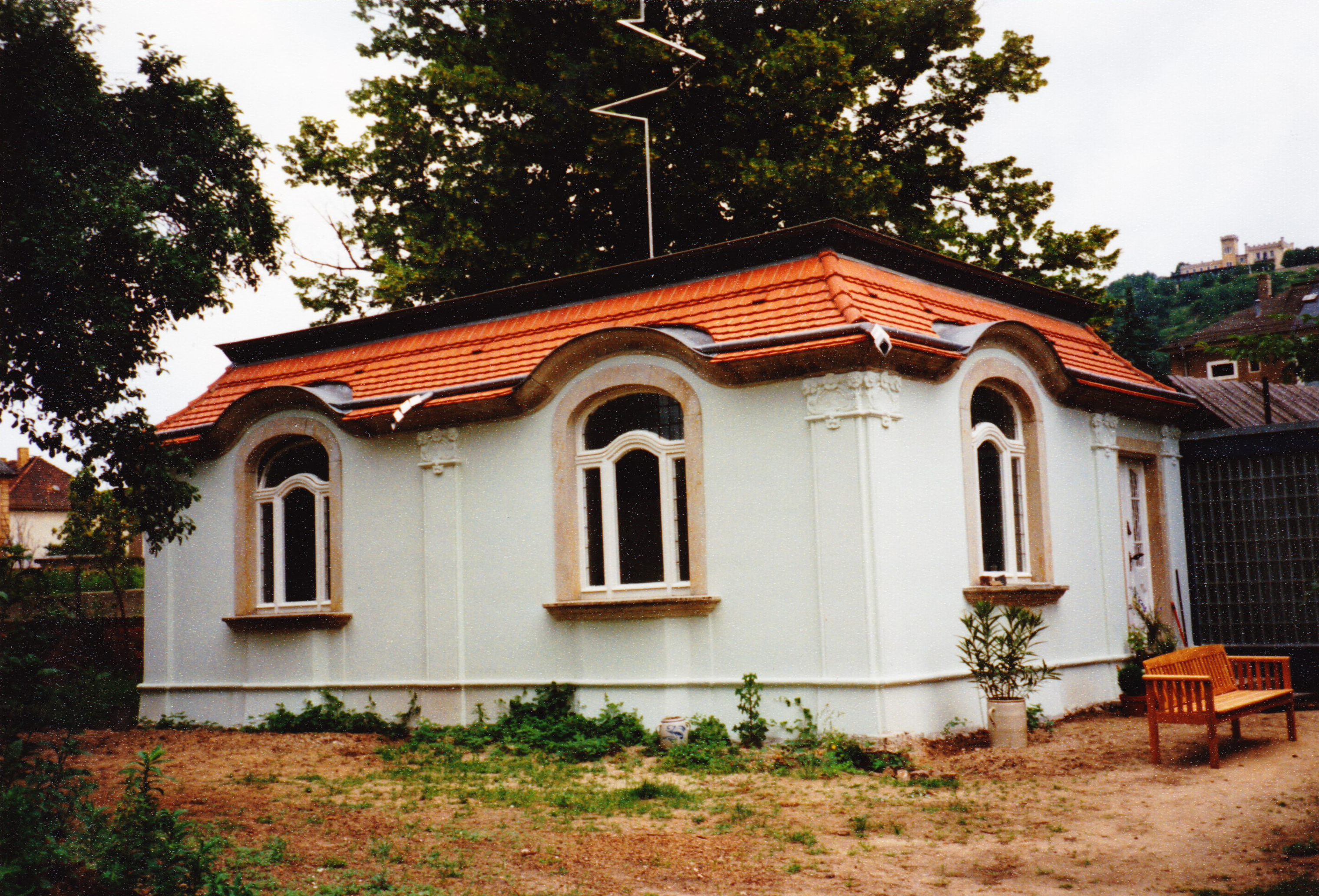
Atelierpavillon Otto Jantzen, Foto 1994

## Beschreibung
Der als Ateliergebäude errichtete, heute als Gartenpavillon unter Denkmalschutz stehende Bau hinten im Grundstück wurde 1905 durch den Radebeuler Architekten Johannes Heinsius entworfen.
Der eingeschossige, barockisierende Putzbau hat ein angedeutetes niedriges Ziegel-Mansarddach mit einer Dachplattform als Holzzementdach. Das Traufgesims ist geschwungen, hervorgerufen durch die über die Traufkante in das Dach ragenden, großen Korbbogenfenster. Die Tür dagegen ist rechteckig, sie sitzt innerhalb von Pilastergewänden und bleibt unter der Traufkante. Die Pilastergliederung des Gebäudes trägt Blumenkapitelle in Jugendstilformen.